# ラカディエラ (小惑星)
ラカディエラ (336 Lacadiera) は、小惑星帯にある大きな小惑星である。D型小惑星に属し、炭素、ケイ素でできていると推定される。
1892年9月19日にオーギュスト・シャルロワがニースで発見し、フランスのラカディエレ＝ダジュール村にちなんで命名された。